# ブロセリアンド

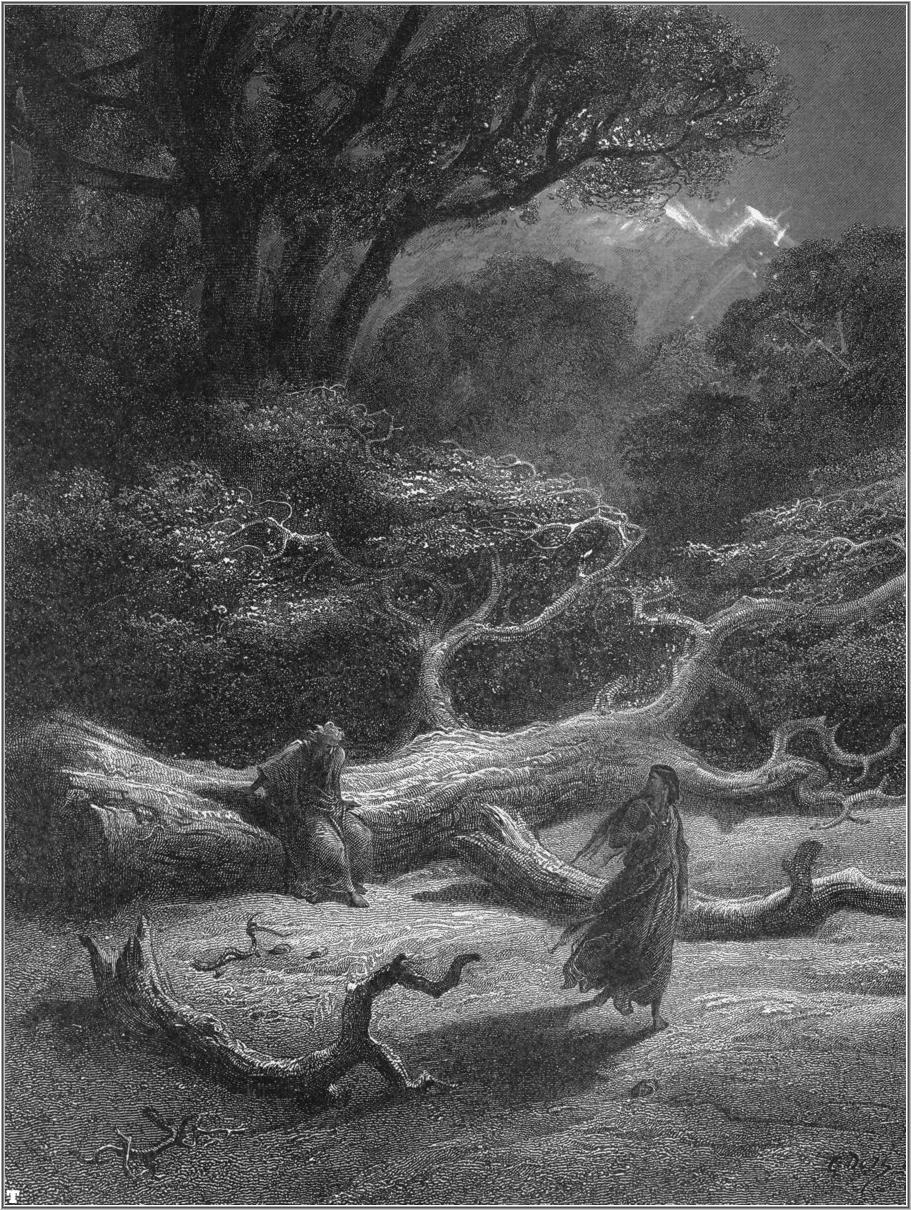
『国王牧歌』の挿絵「ブロセリアンドの森にあるマーリンとヴィヴィアン」（ギュスターヴ・ドレ/画、1868）

ブロセリアンド（Brocéliande）は、伝説における魔法の森で、中世ヨーロッパ各地に伝わる神秘的な場所。初出はウァース作の『ルー物語』。ブロセリアンドの森は、フランスのブルターニュにあるパンポンの森と考えられている。主にアーサー王物語に登場するマーリン、モーガン・ル・フェイ、湖の乙女や一部の円卓の騎士と関連付けられている。
マーリン（メルランと表記されることもある）はブロセリアンドの森の奥深くにある「バラントンの泉（la Fontaine de Barenton）」で、湖の乙女であるヴィヴィアンに出会ったという言い伝えが残っている。また、とある木の下でヴィヴィアンがマーリンに監禁してしまう。だからバラントンの泉にほど近い「若返りの泉（la Fontaine de Jouvence）」の近くにはマーリンの墓がある。
ブロセリアンドの森の中にある小さな谷「帰らずの谷」は魔女モーガン・ル・フェイが赤色頁岩に囲まれて作り出す異界の空間もあり、この谷にあえて足を踏み入れた恋に不実な騎士たちがモーガンによって捕縛され、解放できないようにした。モーガンの魔術を打ち破った唯一の人物がヴィヴィアンに育てられた騎士ランスロットだった。谷に入ったランスロットは、番をしているドラゴンを殺し、捕囚された騎士たちを救い出した。